# Karabin Rossa
Karabin Rossa (ang. Ross rifle) – karabin powtarzalny zasilany nabojem .303 British, produkowany w Kanadzie w latach 1903–1918.
Karabin Rossa Mk. II (lub „Model 1905”) był uważany za bardzo udaną broń w strzelectwie sportowym przed wybuchem I wojny światowej, lecz ciasna konstrukcja komory nabojowej, brak wymienialnego magazynka i zbyt duża długość lufy sprawiły, że wersja Mk. III (lub „Model 1910”) bardzo źle sprawiała się w warunkach wojny pozycyjnej, co dodatkowo pogarszała niska jakość produkowanej w warunkach wojennych amunicji.
W 1916 roku karabiny Rossa wycofano ze służby, przezbrajając Kanadyjskie Siły Zbrojne na znacznie bardziej uniwersalne brytyjskie karabiny Lee-Enfield, jednak aż do końca wojny nadal używało ich wielu snajperów ze względu na wyjątkową celność.
Firma Ross Rifle Co. od samego początku produkowała karabiny sportowe, głównie komorowe na nabój .280 Ross, wprowadzony po raz pierwszy w 1907 roku. Nabój ten jest uważany za pierwszy, który osiągnął prędkość początkową pocisku 914 m/s, dzięki czemu zyskał znaczną popularność wśród strzelców sportowych i myśliwych.